# Elecciones regionales en Antioquia de 2019
Las Elecciones regionales de Antioquia de 2019, se llevaron a cabo el 27 de octubre de 2019 en el departamento de Antioquia, donde fueron elegidos los siguientes cargos para un período de cuatro años contados a partir del 1.º de enero de 2020:
- Al Gobernador de Antioquia quien funge como jefe administrativo del departamento.
- A los 26 diputados de la Asamblea Departamental de Antioquia.
- A los 125 alcaldes de cada uno de los municipios del departamento.
- A los 1.421 concejales de cada uno de los municipios del departamento.

## Legislación
Según la Constitución de Colombia, pueden ejercer su derecho a sufragio los ciudadanos mayores 18 años de edad que no hagan parte de la Fuerza Pública, no estén en un proceso de interdicción, y que no hayan sido condenados. Las personas que se encuentran en centros de reclusión, tales como cárceles o reformatorios, podrán votar en los establecimientos que determine la Registraduría Nacional. La inscripción en el registro civil no es automática, el ciudadano debe dirigirse a la sede regional de la Registraduría para inscribir su identificación personal en un puesto de votación.
La Ley 136 de 1994 establece que para ser elegido alcalde se requiere ser ciudadano colombiano en ejercicio y haber nacido o ser residente del respectivo municipio o de la correspondiente área metropolitana durante un año anterior a la fecha de inscripción o durante un período mínimo de tres años consecutivos en cualquier época. El alcalde se elige por mayoría simple, sin tener en cuenta la diferencia de votos con relación a quien obtenga el segundo lugar. Sin embargo, actualmente se encuentra en trámite en el Congreso de la República un proyecto de reforma constitucional que establece la segunda vuelta para la elección del mandatario de la ciudad.
Está prohibido para los funcionarios públicos del Distrito difundir propaganda electoral a favor o en contra de cualquier partido, agrupación o movimiento político, a través de publicaciones, estaciones de televisión y de radio o imprenta pública, según la Constitución y la Ley Estatutaria de Garantías Electorales. También les está expresamente prohibido acosar, presionar, o determinar, en cualquier forma, a subalternos para que respalden alguna causa, campaña o controversia política.
Los organismos encargados de velar administrativamente por el evento son la Registraduría Nacional del Estado Civil y el Consejo Nacional Electoral.

#### Voto en blanco
En Colombia el voto en blanco se considera una expresión del disenso a través del cual se promueve la protección de la libertad del elector. En la normativa electoral colombiana, el voto en blanco es “una expresión política de disentimiento, abstención o inconformidad, con efectos políticos”.Algunas discusiones del Congreso se señaló que esa mayoría debía ser mayoría simple, sin embargo la Corte Constitucional ha hecho consideraciones que indican que se requeriría de mayoría absoluta, aunque no se ha pronunciado, ni conceptuado sobre este acto legislativo.

## Recolección de Firmas
Desde el 1 de noviembre de 2022 la Registraduría Nacional del Estado Civil habilitó la opción de recolección de firmas para avalar las candidaturas independientes a los cargos de autoridad local y regional. En el caso de Medellín, quienes opten por esta forma de aval, deberán recolectar un total de 50.000 firmas hábiles para poder participar en los comicios locales. Estas son las candidaturas que optaron por buscar su aval con este método y la cantidad de firmas que obtuvieron:

## Candidatos a la Gobernación de Antioquia
Los siguientes son los candidatos a la gobernación de Antioquia.

| Candidato | Candidato                                                                           | Partidos políticos | Cargos Públicos |
| --------- | ----------------------------------------------------------------------------------- | --- | --- |
|           | Aníbal Gaviria (59 años) Administrador de Negocios Lema: Es el momento de Antioquia | G.S.C Es El Momento de Antioquia Partido Liberal Partido de la U Cambio Radical Alianza Verde Movimiento Alternativo Indígena y Social | Gobernador de Antioquia (2004 - 2008) Alcalde de Medellín (2012 - 2016)                                             |
|           | Andrés Felipe Guerra (52 años) Periodista Lema: Siembra conmigo Antioquia           | Centro Democrático Partido Político MIRA Colombia Justa Libres                                                                         | Diputado de Antioquia (2012 - 2014)                                                                                 |
|           | Juan Camilo Restrepo (46 años) Abogado Lema: Antioquia líder                        | Partido Conservador | Viceministro del Interior para Relaciones Políticas (2012 - 2014)                                                   |
|           | Rodolfo Correa (47 años) Abogado Lema: Un profesor gobernador                       | Alianza Social Independiente | Secretario de Productividad y Competitividad (2016 - 2018)                                                          |
|           | Mauricio Tobón (51 años) Economista :Lema: Únete al parche                          | G.S.C Tú Puedes | Concejal de Medellín (2004 - 2008) Presidente del Concejo de Medellín (2007 - 2008) Director del IdeA (2016 - 2018) |
|           | Felipe Palau (61 años) Arquitecto Lema: Palau Gobernador                            | Polo Democrático Alternativo Colombia Humana - UP                                                                                      | Secretario de Gobierno de Medellín (2010 - 2011)                                                                    |
|           | Iván Mauricio Pérez (56 años) Administrador de Negocios Lema: ¡Todo lo contrario!   | Compromiso Ciudadano | Secretario de Desarrollo Social Secretario de Hacienda de Medellín (2008 - 2011) Director del IdeA (2012 - 2015)    |

### Candidaturas retiradas

#### Juan Esteban Mejía - Colombia Justa Libres
Mediante un debate realizado el 17 de octubre transmitido por Teleantioquia, el candidato Juan Esteban Mejía informó a la ciudadanía su adhesión a la campaña de Andrés Guerra Hoyos, con el cual compartirá ideas en defensa de los valores de la familia por todo el departamento de Antioquia.

### Resultados
|  | 36,09 % |

|  | 28,70 % |

|  | 9,01 % |

|  | 3,95 % |

|  | 3,21 % |

|  | 2,40 % |

|  | 2,01 % |

|  | 1,34 % |

## Encuestas Gobernación de Antioquia
| Fecha      | Encuestador | Anibal Gaviria | Andres Guerra | Felipe Palau | Mauricio Perez | Mauricio Tobon | Rodolfo Correa | Juan Camilo Restrepo | Voto en blanco | Ninguno | Indeciso (Ns/Nr) | Margen de error | Fuente          |
| ---------- | ----------- | -------------- | ------------- | ------------ | -------------- | -------------- | -------------- | -------------------- | -------------- | ------- | ---------------- | --------------- | --------------- |
| 03/03/2019 | Yanhaa      | -              | 11,4%         | -            | 1,5%           | 12%            | 2%             | -                    | 13%            | -       | -                | -               | Yanhaa          |
| 04/06/2019 | WAA         | 11,7%          | 16,6%         | 3,3%         | 7.9%           | 11,6%          | 2,3%           | 11%                  | 9%             | -       | 26.7%            | -               | El Espectador   |
| 24/07/2019 | CNC         | 41%            | 6%            | -            | 3%             | 4%             | 1%             | 5%                   | 8%             | 12%     | 20%              | -               | Valora Analitik |

Las siguientes son las encuestas realizadas luego del cierre de inscripciones.
| Fecha      | Encuestador | Anibal Gaviria | Andres Guerra | Felipe Palau | Iván Mauricio Perez | Mauricio Tobon | Rodolfo Correa | Juan Camilo Restrepo | Juan Esteban Mejía | Voto en blanco | Ninguno | Indeciso (Ns/Nr) | Margen de error | Fuente           |
| ---------- | ----------- | -------------- | ------------- | ------------ | ------------------- | -------------- | -------------- | -------------------- | ------------------ | -------------- | ------- | ---------------- | --------------- | ---------------- |
| 23/09/2019 | Invamer     | 39,6%          | 30,1%         | 3,6%         | 5,6%                | 6,3%           | 2,6%           | 4,6%                 | 1,6%               | 6%             | -       | -                | -               | Valora Analitik  |
| 03/10/2019 | Datexco     | 42,6%          | 15,4%         | 1,4%         | 1,5%                | 8,8%           | 1,6%           | 2,5%                 | 1,1%               | 14,9%          | 62,1%   | 10,1%            | -               | Valora Analitik  |
| 11/10/2019 | Pronósticos | 36,5%          | 16,8%         | 2%           | 1,6%                | 11,2%          | 3%             | 3,1%                 | 0,7%               | 12,8%          | -       | 12,7%            | -               | Hora 13 Minuto30 |
| 16/10/2019 | Kienyke     | 33,3%          | 16,5%         | 2,1%         | 1,7%                | 12,9%          | 2,6%           | 3%                   | 0,9%               | 13,3%          | -       | 13,7%            | -               | Hora13           |
| 23/10/2019 | Yanhaas     | 28,1%          | 17,4%         | 2,2%         | 2%                  | 9,1%           | 2,9%           | 4,4%                 | 1%                 | 19.5%          | -       | 13,4%            | -               | El Colombiano    |

## Asamblea Departamental de Antioquia
Las siguientes son las listas presentadas organizadas según su posición en el tarjetón.
|  | 19.6 % |

|  | 14.35 % |

|  | 12.59 % |

|  | 8.99 % |

|  | 6.37 % |

|  | 5.77 % |

|  | 3.98 % |

|  | 3.32 % |

|  | 1.66 % |

|  | 0.54 % |

|  | 23.33 % |

|  | 3.76 % |

|  | 12.71 % |

|  | 52.73 % |

     – Partidos que no superaron el umbral